# National Invitation Tournament 2023
Il National Invitation Tournament 2023 è stata la 85ª edizione del torneo. Si è disputato dal 14 al 30 marzo 2023. La final four è stata giocata alla Orleans Arena di Paradise (Nevada). Ha vinto il titolo la University of North Texas, allenata da Grant McCasland. Miglior giocatore del torneo è stato eletto Tylor Perry.

## Risultati

### Final Four
|  | Semifinali        | Semifinali        | Semifinali  |             |                | Finale         | Finale | Finale |  |
|  |                   |                   |             |             |                |                |        |        |  |
|  | UNT Mean Green    | UNT Mean Green    | 56          |             |                |                |        |        |  |
|  | UNT Mean Green    | UNT Mean Green    | 56          |             |                |                |        |        |  |
|  | Wisconsin Badgers | Wisconsin Badgers | 54          |             |                |                |        |        |  |
|  | Wisconsin Badgers | Wisconsin Badgers | 54          |             | UNT Mean Green | UNT Mean Green | 68     |        |  |
|  |                   |                   |             |             | UNT Mean Green | UNT Mean Green | 68     |        |  |
|  |                   |                   | UAB Blazers | UAB Blazers | 61             |                |        |        |  |
|  | UVU Wolverines    | UVU Wolverines    | UAB Blazers | UAB Blazers | 61             | 86             |        |        |  |
|  | UVU Wolverines    | UVU Wolverines    |             |             |                |                |        |        |  |
|  | UAB Blazers       | UAB Blazers       | 88          |             |                |                |        |        |  |